# جری باس
جری باس (انگلیسی: Jerry Buss؛ زاده ۲۷ ژانویهٔ ۱۹۳۳ درگذشته ۱۸ فوریهٔ ۲۰۱۳) یک شیمی‌دان اهل ایالات متحده آمریکا بود.